# King Sunny Ade

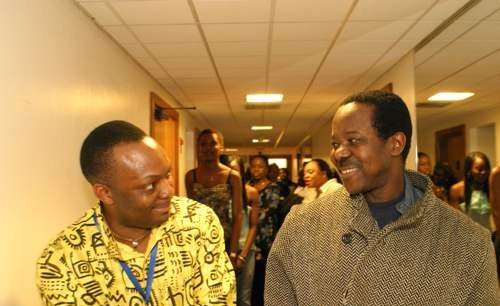
Dj Abass och King Sunny Ade

King Sunny Ade, egentligen Sunday Adeniyi, född 22 september 1946, är en nigeriansk sångare, gitarrist och kompositör. Han är en framstående företrädare för juju, en musikstil som är en blandning av yorubafolkets traditionella musik och modern popmusik. Han har varit mycket populär i hemlandet sedan slutet av 1960-talet, och har efter hand vunnit en stor publik i många andra länder. Bland Ades många album märks Juju Music (1982), Saviour (1989), E Dide (Get Up) (1995), Odu (1998) och Seven Degrees North (2000).